# Петелиње (Пивка)
Петелиње (словен. Petelinje,   или Petelling, итал. Petteline) је насељено место у општини Пивка, Приморско-нотрањска регија, Словенија.

## Историја
До територијалне реорганизације у Словенији биле су у саставу старе општине Постојна.

## Становништво
У попису становништва из 2011. године, Петелиње су имале 292 становника.
| Број становника према пописима | Број становника према пописима | Број становника према пописима |
| ------------------------------ | ------------------------------ | ------------------------------ |
| 1991                           | 2002                           | 2011                           |
| 291                            | 281                            | 292                            |